# Picrolemma valdivia
Picrolemma valdivia är en bittervedsväxtart som beskrevs av G. Planch. och Restrepo. Picrolemma valdivia ingår i släktet Picrolemma och familjen bittervedsväxter. Inga underarter finns listade i Catalogue of Life.